# جلين تومسون
جلين تومسون (بالإنجليزية: Glyn Thompson)‏ هو لاعب كرة قدم بريطاني في مركز حراسة المرمى، ولد في 24 فبراير 1981 في المملكة المتحدة. لعب مع شروزبري تاون ونادي تشيسترفيلد ونادي فولهام ونادي مانسفيلد تاون ونادي نورثامبتون تاون ونادي هيرفورد ونادي ووستر سيتي ونيوبورت كونتي.

## وصلات خارجية
- جلين تومسون على موقع قاعدة بيانات كرة القدم.إي يو (الإنجليزية)
- جلين تومسون على موقع Soccerbase.com (لاعب) (الإنجليزية)